# Comuna Lazarivka, Monastîrîska
Lazarivka (în ucraineană Лазарівка) este o comună în raionul Monastîrîska, regiunea Ternopil, Ucraina, formată din satele Lazarivka (reședința) și Nîzkolîzî.

## Demografie
Componența lingvistică a comunei Lazarivka
     Ucraineană (100%)
Conform recensământului din 2001, toată populația comunei Lazarivka era vorbitoare de ucraineană (100%).